# Mantruda
Mantruda este un gen de molii din familia Lymantriinae.